# Oxymacaria aquilaria
Oxymacaria aquilaria är en fjärilsart som beskrevs av Walker 1862. Oxymacaria aquilaria ingår i släktet Oxymacaria och familjen mätare. Inga underarter finns listade i Catalogue of Life.